# Francesca Di Giovanni
Francesca Di Giovanni (* 24. März 1953 in Palermo, Italien) ist eine italienische Juristin und Kurienbeamtin im Staatssekretariat des Heiligen Stuhls.

## Leben
Francesca Di Giovanni studierte Rechtswissenschaft und absolvierte die Ausbildung zur Notarin. Anschließend war sie in der Verwaltung des internationalen Zentrums der Fokolarbewegung tätig. Am 15. September 1993 trat sie in den Dienst des Staatssekretariats des Heiligen Stuhls ein, wo sie im Bereich der multilateralen Beziehungen tätig war. In ihr Tätigkeitsfeld gehörten Flüchtlings- und Migrationsfragen sowie Themen in den Bereichen der internationalen Menschenrechte, der Kommunikation, des Privatrechts, der Stellung der Frau sowie Urheberrechtsthemen und der Tourismus.
Am 15. Januar 2020 ernannte sie Papst Franziskus zur Untersekretärin für den Bereich der multilateralen Beziehungen innerhalb der Sektion für die Beziehungen mit den Staaten des Staatssekretariats des Heiligen Stuhls. Dies war das bis dato ranghöchste Amt, das eine Frau in der Verwaltung der Kurie innehatte. In dieser Funktion wurde sie im Januar 2023 durch den deutschen Geistlichen Daniel Pacho abgelöst.